# Kutyabenge
A kutyabenge (Frangula) a rózsavirágúak (Rosales) rendjébe és a bengefélék (Rhamnaceae) családjába tartozó nemzetség.

## Származása, elterjedése
Az ide sorolt fajokat korábban a Rhamnus nemzetségbe, azon belül a Frangula alnemzetségbe sorolták. Később az alnemzetséget nemzetség szintjére emelték. A Frangula monofiletikusságát, illetve a rendszerezés helyességét molekuláris genetikai eredmények is megerősítették.
Fajai az északi flórabirodalom (Holarktisz) Ó- és Újvilági részén is, konkrétan a Mediterráneumban és annak környezetében, valamint az amerikai kontinens mediterrán éghajlatú vidékein honosak. Egyes fajait már más vidékekre is betelepítették. Magyarországon is egyetlen faja honos, a közönséges kutyabenge (kutyafa, Frangula alnus, régebben Rhamnus frangula).
A „Frangula” név a latin frangere = törni igéből származik, és arra utal, hogy a kutyabenge fája törékeny.

## Megjelenése, felépítése
Fajai fák vagy kisebb cserjék. Húsos csonthéjas bogyótermése eleinte piros, majd megfeketedik.

## Életmódja, termőhelye
Főleg nedves ligeterdőkben és láperdőkben nő.

## Felhasználása
Több faj kérgéből, leveléből, illetve terméséből festékanyagot vonnak ki.
Sok, hosszan a növényen maradó bogyója miatt időnként, helyenként dísznövénynek is ültetik.
Néhány faj kérge erős hashajtó hatású emodint tartalmaz

## Fajok
Az ezredfordulón mintegy 50 fajt soroltak a nemzetségbe; az alábbi lista nem teljes.
- közönséges kutyabenge (Frangula alnus)
- Frangula azorica
- Frangula betulaefolia
- Frangula californica
- Frangula caroliniana
- Frangula glandulosa
- kaszkarabokor (Frangula purshiana)
- Frangula rubra
- Frangula sphaerosperma